# Cold (canção de Maroon 5)
"Cold" é uma canção da banda norte-americana de pop-rock Maroon 5 com o rapper norte-americano Future. A canção foi lançada em 14 de fevereiro de 2017, como o segundo single de seu sexto álbum de estúdio.

## Gravação
"Cold", foi escrito e produzido por Phil Shaouy, John Ryan, e Jacob Kasher Hindlin, e foi co-escrito por Adam Levine, Justin Tranter, e Detalhe.

## Vídeo da música
Um vídeo da música foi filmado no centro de Los Angeles, Califórnia, em dezembro de 2016. O vídeo foi lançado em 15 de fevereiro de 2017 na Vevo. Ele foi dirigido pelo conceituado diretor Rich Lee.

## As performances ao vivo
A banda apresentou a canção na televisão pela primeira vez no The Ellen DeGeneres Show no dia 15 de fevereiro de 2017. A canção foi realizado no palco pela primeira vez durante o Milwaukee show de seus 2017 tour em 20 de fevereiro de 2017.  Eles também se apresentaram no The Tonight Show, Estrelado por Jimmy Fallon em 14 de Março de 2017.

## Lista de faixas
| Digital download | Digital download                                         | Digital download |
| No.              | Título                                                   | Duração          |
| ---------------- | -------------------------------------------------------- | ---------------- |
| 1.               | "Cold" (featuring Future)                                | 3:54             |
| 2.               | "Cold" (clean) (featuring Future)                        | 3:54             |
| 3.               | "Cold" (Hot Shade & Mike Perry Remix) (featuring Future) | 3:44             |
| 4.               | "Cold" (Remix) (featuring Future & Gucci Mane)           | 3:38             |

## Créditos
Maroon 5
- Adam Levine – o vocalista, composição
- Jesse Carmichael – guitarra, teclados, vocais de apoio
- Mickey Madden - guitarra-baixo
- James Valentine – guitarra, vocal de apoio
- Matt Flynn – eletrônicos de bateria, percussão
- PJ Morton – teclados, vocal de apoio

Pessoal adicional
- Sam Farrar – teclados, guitarra, instrumentação adicional
- Futuro – vocais de hóspedes
- Jacob Kasher Hindlin – produção, composição
- Phil Shaouy – produção, composição
- John Ryan – produção, composição
- Justin Tranter – composição
- Noé Passovoy – produção adicional

## Cartas
| Gráfico (2017)                                           | Pico/Posição |
| -------------------------------------------------------- | ------------ |
| Argentina Anglo (Monitor Latino)                         | 9            |
| Australia (ARIA)                                         | 27           |
| Austria (Ö3 Austria Top 40)                              | 42           |
| Bélgica (Ultratop 50 Flanders)                           | 33           |
| Bélgica (Ultratop 50 Wallonia)                           | 21           |
| Brasil (Brasil Hot 100 Airplay)                          | 82           |
| Brasil (Billboard Brasil Pop Airplay)                    | 14           |
| Canada (Canadian Hot 100)                                | 12           |
| Canada AC (Billboard)                                    | 21           |
| Canada CHR/Top 40 (Billboard)                            | 7            |
| Canada Hot AC (Billboard)                                | 9            |
| Colombia (National-Report)                               | 71           |
| Croacia (HRT)                                            | 7            |
| República Checa (Rádio Top 100)                          | 12           |
| República Checa (Singles Digitál Top 100)                | 13           |
| Dinamarca (Tracklisten)                                  | 19           |
| Finlândia (Suomen virallinen lista)                      | 16           |
| França (SNEP)                                            | 37           |
| Alemanha (Official German Charts)                        | 43           |
| Hungria (Rádiós Top 40)                                  | 16           |
| Hungria (Single Top 40)                                  | 31           |
| Irlanda (IRMA)                                           | 21           |
| Italia (FIMI)                                            | 13           |
| Japão (Japan Hot 100)                                    | 53           |
| Letônia (Latvijas Top 40)                                | 13           |
| Líbano (Lebanese Top 20)                                 | 6            |
| Malásia (RIM)                                            | 12           |
| Países Baixos (Dutch Top 40)                             | 26           |
| Países Baixos (Single Top 100)                           | 36           |
| Nova Zelândia (Recorded Music NZ)                        | 29           |
| Noruega (VG-lista)                                       | 28           |
| Filipinas (Philippine Hot 100)                           | 95           |
| Polonia (Polish Airplay Top 100)                         | 14           |
| Portugal (AFP)                                           | 5            |
| Russia Airplay (Tophit)                                  | 63           |
| Escócia (Official Charts Company)                        | 19           |
| Servia ([Serbia Pop Top Lista 50])                       | 6            |
| Eslováquia (Rádio Top 100)                               | 40           |
| Eslováquia (Singles Digitál Top 100)                     | 10           |
| Eslovênia (SloTop50)                                     | 33           |
| Gráfico Internacional da Coreia do Sul (Gaon)            | 1            |
| Espanha (PROMUSICAE)                                     | 27           |
| Suécia (Sverigetopplistan)                               | 25           |
| Suíça (Schweizer Hitparade)                              | 30           |
| Singles do Reino Unido (Official Charts Company)         | 24           |
| Estados Unidos Billboard Hot 100                         | 16           |
| Estados Unidos Adult Contemporary (Billboard)            | 22           |
| Estados Unidos Adult Top 40 (Billboard)                  | 5            |
| Canções do clube de dança dos Estados Unidos (Billboard) | 45           |
| Estados Unidos Mainstream Top 40 (Billboard)             | 8            |
| Canções de rádio dos Estados Unidos (Billboard)          | 7            |
| Venezuela Pop General (Record Report)                    | 17           |
| Venezuela Pop Rock General (Record Report)               | 6            |
| Venezuela Top Anglo (Record Report)                      | 3            |

## Certificações
| Região | Certificado | Unidades certificadas/Vendas |
| --- | ----------- | ---------------------------- |
| Australia (ARIA) | Ouro        | 35,000^                      |
| Dinamarca(IFPI Denmark)                                                                                               | Ouro        | 15,000^                      |
| França (SNEP) | Ouro        | 75,000*                      |
| Italia (FIMI) | Platina     | 50,000                       |
| Reino Unido (BPI) | Prata       | 200,000                      |
| ^ Números de embarques baseados apenas na certificaçãoVendas + números de transmissão baseados apenas na certificação |             |                              |

## Histórico de lançamento
| Região          | Data                    | Formato          | Rótulo | Ref.        |
| --------------- | ----------------------- | ---------------- | ------ | ----------- |
| Em todo o mundo | 14 de fevereiro de 2017 | Download Digital |        | [ 6 ] [ 7 ] |
| Estados Unidos  | 21 de fevereiro de 2017 | Top 40 rádio     | [ 8 ]  |             |